# Patara Ateni
Patara Ateni (gruz. პატარა ატენი) – wieś w Gruzji, w regionie Wewnętrzna Kartlia, w gminie Gori. W 2014 roku liczyła 861 mieszkańców.